# Horasan
Horasan (kurdisch: Xuristan) ist eine Stadt im gleichnamigen Landkreis der türkischen Provinz Erzurum und gleichzeitig ein Stadtbezirk der 1993 geschaffenen Büyükşehir belediyesi Erzurum (Großstadtgemeinde/Metropolprovinz).

## Geografie
Horasan liegt im Osten der Provinz und grenzt an die Provinzen Ağrı und Kars.

## Geschichte
Horasan war Teil mehrerer Reiche, doch seit dem Sieg der Seldschuken 1071 stand es fast ausschließlich unter türkischer Herrschaft. Seit 1514 war es Teil des Osmanischen Reiches. Damals wie heute war Horasan Teil des Vilayets Erzurum. Mit dem Sieg der Russen über die Osmanen im Krieg 1878 bildete Horasan zusammen mit Sarıkamış und Eleşkirt die Grenze zwischen Osmanen und Russen. 1952 erhielt Horasan den Status einer Belediye (Gemeinde) und wurde am 4. Dezember 1953 ein eigenständiger Landkreis (tr: İlçe).

## Bevölkerung
Ende 2020 lag Horasan mit 38.090 Einwohnern auf dem 4. Platz der bevölkerungsreichsten Landkreise in der Provinz Erzurum. Die Bevölkerungsdichte liegt mit 22 Einwohnern je Quadratkilometer unter dem Provinzdurchschnitt (30 Einwohner je km²).

## Söhne und Töchter der Stadt
- Nurullah Genç (* 1960), türkischer Dichter und Ökonom